# Единство на противоположностите
Единството на противоположностите е идея, предложена за първи път от Хераклит (ок. 535-475 пр.н.е.) - предсократически гръцки философ.
Известно време философите са размишлявали върху понятието за противоположностите. Анаксимандър приема като факт, че всеки елемент е противоположност, или е свързан към противоположния (водата е студена, пожарът е горещ). По този начин, материалния свят е съставен от някои неопределени, безгранични първооснови, от която възникват елементите (земя, въздух, огън, вода) и двойките противоположности (топло / студено, мокро / сухо). Според Анаксимандър, е имало продължителна война на противоположности.
Анаксимен от Милет, ученик и наследник на Анаксимандър, смята, че не е имало чак такава война на противоположности, а по-скоро един непрекъснат процес на промяна. Хераклит, обаче, не приел ирландския монизъм и заменил техния елемент с един-единствен, божествен закон на Вселената, която той нарекъл Слово. Вселената на Хераклит е в постоянна промяна, но същевременно оставайки същата. Така да се каже, един обект се движи от точка А до точка Б, осъществявайки промяна но основния закона остава същия. По този начин, единство на противоположностите присъства във вселената като различие и еднаквост. Това обаче е доста обширен пример. За по-голяма подробност, ние може да обърнем внимание на един афоризъм на Хераклит:
| „                           | Пътят нагоре и пътят надолу са едно и също нещо. | “ |
| Иполит, опровержения 9.10.3 |                                                  |   |

Това е един пример за разбиране на единството на противоположностите. В същото време, този наклонен път има противоположни способи на изкачване и слизане. Хераклит също използва поредицата на противоположности като основа за промяна:
Студените неща стават топли, топлите- студени, влажното нещо става изсъхнало, а сухото – мокро.
Като един обект запазва противоположни свойства, този обект претърпява промени.